# Athalamea
Los atálamos (Athalamea) son es una clase de protistas estrechamente relacionados con los foraminíferos, pero cuya posición taxonómica y relaciones filogenéticas no están todavía esclarecidas. En la actualidad se tiende a considerar que es una clase 
del filo Foraminifera. Comprende las formas ameboides sin concha, probablemente el grupo ancestral de los foraminíferos.

## Discusión
Este grupo ha sido tradicionalmente considerado un orden (orden Athalamida) de la clase Granuloreticulosea junto con los antiguos órdenes Monothalamida y Foraminiferida. Posteriormente fueron elevados a la categoría de clase, siendo considerado un grupo separado de los foraminíferos. Se ha llegado a elevar a Athalamea a la categoría de subfilo. Si los foraminíferos son finalmente considerados una clase (clase Foraminifera), Athalamea debiera ser rebajado a la categoría de subclase (subclase Athalamia).
Athalamea se ha utilizado como cajón de sastre para referirse al plan corporal atalámido (formas ameboides sin concha), incluyendo familias como: Biomyxidae (Biomyxa), Penardiidae (Penardia), Rhizoplasmidae = Chlamydomyxidae (Dictiomyxa, Myxodictyium, Rhizoplasma, Pontomyxa, Protogenes) y Reticulomyxidae (Reticulomyxa). Las familias Biomyxidae y Rhizoplasmidae son actualmente consideradas pertenecientes a la clase Proteomyxidea, del subfilo Endomyxa, del filo Cercozoa, el primero de ellos al orden Aconchulinida y el segundo al orden Reticulosida. No obstante, aún quedan dudas sobre la posición real de Rhizoplasmidae, ya que aun podrían tratarse de foraminíferos al igual que lo es Reticulomyxidae.
Estudios de filogenia molecular sugieren que Reticulomyxa, tradicionalmente considerado un atalámido, está estrechamente relacionado con los foraminíferos alogrómidos (orden Allogromiida).

## Clasificación
Athalamea  incluye, como mínimo, al siguiente orden:
- Orden Reticulomyxida

Otros órdenes considerados en este grupo han sido:
- Orden Biomyxida, cuyos taxones son incluidos ahora en los órdenes Aconchulinida y Reticulosida del filo Cercozoa
- Orden Promycetozoida